# ائوزینوپنی
ائوزینوپنی (انگلیسی: Eosinopenia) نوعی آگرانولوسیتوز است که در آن شمار گرانولوسیت‌های ائوزینوفیل کمتر از حد انتظار است. لکوسیتوز همراه با ائوزینوپنی می‌تواند پیش‌بینی‌کننده عفونت باکتریایی باشد. این رخداد می‌تواند با واکنش‌های استرس، سندرم کوشینگ یا استفاده از استروئیدها ایجاد شود. علل پاتولوژیک شامل سوختگی و عفونت‌های حاد است